# My Lucky Star (romanzo)
My Lucky Star (2006) è il terzo romanzo dello scrittore e sceneggiatore Joe Keenan. È una commedia a tematica gay su un gruppo di tre amici che vengono coinvolti in un giro di scandali e ricatti a stelle del cinema segretamente gay.
Il libro non è stato ancora pubblicato in Italia.
My Lucky Star ha vinto il 19o Lambda Literary Award per l'umorismo LGBT nel 2006 e il Thurber Prize for American Humor nel 2007.

## Trama
La madre di Gilbert Selwyn si è risposata ancora una volta, questa volta con un produttore di Hollywood ricco ma di una certa età. Gilbert, sempre a caccia di idee geniali per sbarcare il lunario, scrive una sceneggiatura, plagiando sostanzialmente quella di Casablanca, e convincendo il suo nuovo patrigno a proporla al produttore del famoso attore Stephen Donato, figlio dell'attrice Diana Malenfant. Gilbert attira i suoi amici Philip Cavanaugh e Claire Simmons a Hollywood per aiutarlo con la sceneggiatura, convincendoli ad accettare il lavoro per Diana. Lily, la malvoluta ed etilista sorella di Diana, sta scrivendo un libro di rivelazioni sulla sua famiglia e si teme voglia dichiarare l'omosessualità del nipote Stephen. Philip accetta di cominciare a spiare Lily per capire che notizie abbia in mano.
Entra in gioco Moira Finch, che cerca la collaborazione di Gilbert, Philip e Claire per pubblicizzare il suo esclusivo centro termale, e Monty Malenfant, ex bambino prodigio del cinema e fratello di Diana e Lily, che cerca di coinvolgere Philip nel tentativo di aiutare Lily con il successo del suo libro.
I tre amici vengono intrappolati in una spirale di sesso, di star del cinema segretamente gay, di ricatti, truffatori e registrazioni segrete, di un procuratore distrettuale omofobico e un barista attraente, di falsi allarmi incendio e furti d'auto, di uno squallido presentatore televisivo e di una Notte degli Oscar che nulla ha a che vedere con il premio.

## Personaggi
- Gilbert Selwyn, un gay New Yorchese ossessionato dal sesso, grande amico di Philip Cavanaugh. Gilbert è perennemente povero e sempre in cerca di scorciatoie per fare un po' di soldi. Gilbert desidera ardentemente essere uno scrittore, purché questo non implichi il mettersi di buona lena a provare a scrivere.
- Philip Cavanaugh, il narratore, è il paziente miglior amico di Gilbert e New Yorchese anche lui. Ragazzo di Gilbert negli anni dell'adolescenza (fino alla separazione, provocata da uno sfortunata infestazione di piattole prese da uno dei molti amanti attempati di Gilbert), Philip è uno scrittore di moderato talento che tenta di sfondare. Riluttante a prendere parte ai piani di Gilbert, alla fine si arrende per soldi, fama, o perché attratto da promesse di “bella vita”.
- Claire Simmons, l'altra amica, eterosessuale, di Philip. Anche Claire è un'autrice di talento moderato che fa fatica a sfondare, è una donna sovrappeso, e coltiva una profonda ripugnanza per Gilbert Selwyn. Claire è, tra gli amici di Philip, la più equilibrata e di solito lo trae fuori dagli impicci creati da Gilbert. Claire e Philip collaborano cercando di creare il prossimo grande romanzo o Pezzo teatrale.
- Moira Finch, un'oziosa New Yorchese. Moira ha sogni di Gloria ma un'assoluta mancanza di classe (per esempio, in passato ha investito il suo intero fondo fiduciario in pasta di design). Sebbene Gilbert, Philip e Claire odino Moira, finiscono sempre per imbattersi in lei ed essere costretti a partecipare ai suoi piani, spesso illegali.
- Monty Malenfant, l'ultimo germoglio dei Malenfant. Un ex attore bambino degli anni 50 che ha raggiunto una certa fama prima che la sua omosessualità lo costringesse fuori dal giro, è divenuto in seguito un immobiliarista che vive a Hollywood con la sua sorella Lily.
- Lily Malenfant, seconda dei fratelli Malenfant. Lily ha avuto un certo successo da bambina in drammi strappalacrime, ma la sua fama è stata successivamente eclissata da parte di sua sorella Diana, e oggi affoga i suoi amari ricordi nell'alcool.
- Diana Malenfant, maggiore dei Malenfant ed ex bambina prodigio del cinema, ha vinto il suo primo Premio Oscar da adolescente e da allora ha avuto una carriera in costante ascesa. Il marito, l'attore italiano Roberto Donato, è morto in un incidente automobilistico che l'ha lascita vedova e incinta.
- Stephen Donato, il figlio di Diana. L'indiscusso re degli attori di film di azione di Hollywood, Stephen ha debuttato in un film a 10 anni e ha ottenuto una nomination all'Oscar mentre sua madre no. Di conseguenza, Diana si è rifiutata di farlo recitare ancora fino a 22 anni. Sebbene sia chiacchierato da anni a proposito della sua omosessualità (peraltro vera), ha sposato la supermodella Gina Beach.